# Váradalpár
Váradalpár (Alparea), település Romániában, a Partiumban, Bihar megyében.

## Fekvése
Nagyváradtól délkeletre, a Tasád-patak mellett, Fugyivásárhelytől délkeletre fekvő település.

## Története
Alpár Árpád-kori település. Neve először 940 körül Ond fia Alpár nevében tűnt fel egy oklevélben. 
1272–1290 között Alpar a Geregye nemzetségből való Pál fia Miklós vajda birtoka volt, akitől kártétel miatt IV. László elkobozta és a váradi káptalannak adta.
1851-ben Fényes Elek írta Alpárról:
... Lakja 1025  óhitű, anyatemplommal. Van 27 4/8 egész úrbéri telke, igen szép erdeje ... Bírja a váradi deák káptalan.
1910-ben 903 lakosából 39 magyar, 852 román volt. Ebből 22 református, 860 görögkeleti ortodox, 13 izraelita volt.
A trianoni békeszerződés előtt Bihar vármegye Központi járásához tartozott.

## Hivatkozások

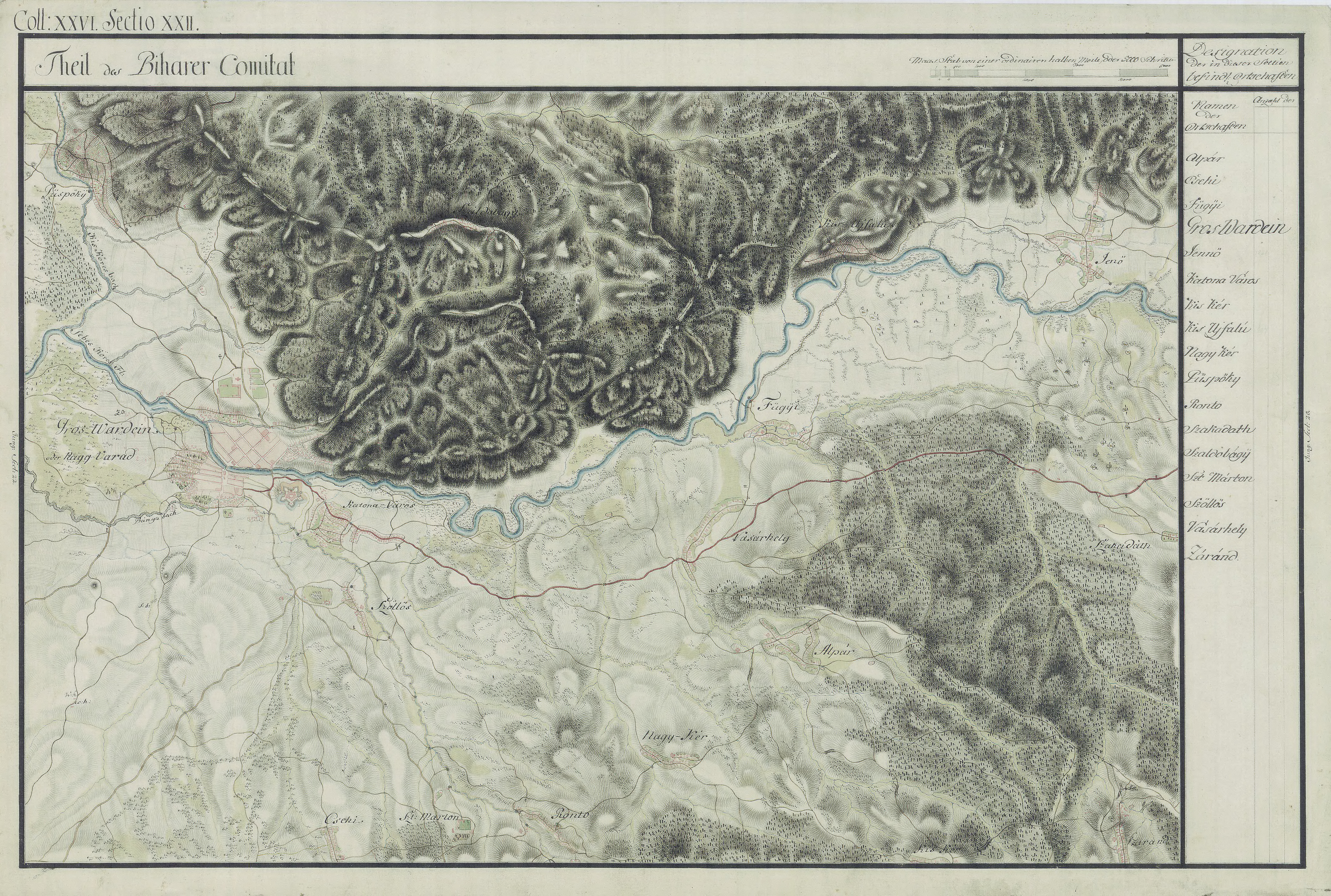
Váradalpár (Alpár) egy régi térképen

## Nevezetességek
- Görög keleti ortodox temploma